# Globalizacija
Globalizacija je sklop sprememb v družbi, politiki in ekonomskem sistemu, ki so posledica razširjenega trgovanja in kulturnih izmenjav na globalni ravni. V specifično ekonomskem kontekstu se nanaša na posledice trgovanja, še zlasti liberalizacije in proste trgovine.
Med letoma 1910 in 1950 se je odvila serija političnih in ekonomskih sprememb, ki so dramatično zmanjšale količino in pomen mednarodnih trgovskih tokov. V povojnem obdobju so predvsem mednarodne finančne institucije in programi obnove močno razširili mednarodno trgovanje. Posebno v 70. letih so efekti tega dogajanja postali močno vidni, tako v pozitivnem kot v negativnem pomenu.

## Teorija svetovnega sistema

### Povzetek
Globalizacija je proces, dokončan v dvajsetem stoletju, ki kapitalizem uveljavi kot prevladujoč svetovni sistem - ga razširi po svetu. Glede na lastnosti kapitalističnega sistema, ki ga ta nosi že od svojih zametkov pred industrijsko revolucijo v 18. stoletju, se globalizacija ne pojavlja kot povsem samostojen pojav, pač pa podaljšek ali končna faza teženj kapitalizma. Na prelomu stoletij je gospodarstvo globaliziranega kapitalizma v krizi - »ideološka proslava zmage t. i. globalizacije je v bistvu davno precenjena pesem našega sistema preteklosti.« (Wallerstein, 1998, 32)
Korenine modernega svetovnega sistema se nahajajo v začetku 16. stoletja. V posameznih delih zahodne Evrope je kriza fevdalnega sistema dala pot razvoju tehnologij in gospodarskih institucij. Napredek ter večja produkcija sta evropske sile spodbudila k širjenju svojih poti in odkrivanju večjega dela sveta, s svojo vojaško močjo in transportnimi zmogljivostmi so tako vzpostavile trgovske stike s preostalimi regijami. Skozi 16. stoletje je vodila zahodna Evropa vzpostavila prvi zgodnji model globaliziranega sveta: proizvodnja, ki je bila v rokah dominantnih sil, je bila deljena na intenzivno produkcijo v jedrnih deželah ter zbiranje surovin in primarno industrijo z nizko usposobljeno delovno silo v perifernih deželah. Slednje je nezadržno vodilo do skrajno nesorazmernega razvoja; pri tem so aktivno sodelovale periferne države, ki so v svojo ozko korist, ne pa tudi v korist ljudstva ustvarjeno usmerjale v zahodno Evropo ter varovale trgovske poti. Evropske države so v svetu razširile kapitalistično vizijo s kolonijami.
V dvajsetem stoletju je svetovni model kapitalizma pri svojem širjenju dosegel geografsko mejo z razširitvijo trga in državnega sistema v vse regije planeta, pika na i pa je bila uveljavitev Združenih držav Amerike kot prvega hegemona, katerega političen in gospodarski vpliv se je nekoliko zmanjšal s koncem hladne vojne. Slednji je poleg tega stanju posameznih dežel in regij v svetu postavil definicije, ki zaenkrat še vedno veljajo. Ideologija tako imenovanega reformističnega liberalizma iz 19. stoletja, ki je obudila upanje na uveljavitev pravic posameznika in sorazmerni razvoj, je obledela v šestdesetih letih. To dogajanje v dvajsetem stoletju Wallerstein oriše s pojmom tranzicija, katere produkt je neokolonizacija - svetovni imperialist se sonči na terasi svojega evropsko-ameriškega dvorca, kar mu omogoča kakih pet milijard tretjerazrednih (ne)ljudi na zatohli azijsko-afriško-južnoameriški njivi. Svet kot celota danes posveča vso svojo pozornost neskončnemu kopičenju dobrin in posledično profita na osnovi ekonomske dejavnosti, ki ogroža tako vsakovrstne surovine kot delovno silo (ljudi) in svoboščine. Globalizacija zapira meje za ljudi in odpira za kapital.
Z dosego geografskih meja novo nastajajoče krize zaradi utesnjenega kapitala na premajhnem terenu tako ne morejo biti rešene z odpiranjem novih trgov. Kapitalizem je sistem, ki ga sprejemajo vse vplivne države sveta. Težnje po dominaciji v vrhu in še večja družbena polarizacija bodo stanje potisnile na skrajno točko, od koder ni videti nikakršne možnosti za bolj demokratičen in enakopraven svet. Takšnemu svetu zgodovinska tendenca prerokuje propad - konec globaliziranega kapitalizma.

### Analiza

#### Definicija
Svetovni sistem je kateri koli družbeni model medsebojno odvisnih tvorb (dežel), ki tvorijo zaključene celote in delujejo pod jasnimi pravili, ali model s poenoteno delovno silo in različnimi kulturami. Pri tem velja izpostaviti tri primere: mini sistemi, svetovni imperiji in svetovne ekonomije. Glede na to, da je večji kot kakršna koli pravno definirana politična celota in da je bistvena vez med posameznimi celotami ekonomska, je trenutni model globalne ureditve »svetovna ekonomija«, in sicer kapitalistična ekonomija - akumulacija zasebnega kapitala skozi odpiranje novih trgov in potrošnih sistemov, ki priložnostno ustvarjajo dobiček iz česar koli, je njena gonilna sila.

#### Poglavitna lastnost
Kapitalistična svetovna ekonomija nima političnega centra, zaradi česar se po potrebi zlahka vključuje v raznolike politične sisteme. Kapitalistom to dejstvo daje možnost konstantne širitve v svetovni prostor vse do geografskih meja.

#### Izvor
Moderen svetovni sistem ima svoje korenine v svetovni ekonomiji, ki jo je vodila Evropa na prelomu 15. stoletja, svoje dokončne temelje pa je dobil v sredini sedemnajstega stoletja. Kriza in propad fevdalizma sta predstavljala močno motivacijo za iskanje novih modelov ekonomije in dobrin, iz česar izhajajo nove tehnološke možnosti za raziskovanje novega geografskega sveta. Posamezni deli zahodne Evrope so izkoristili sprva majhne razlike (prednosti) in z navezavo trgovskih stikov razširili model kapitalizma v svet.

#### Struktura
Sistem sestavlja en, poenoten delavski razred, ki nosi prav tako poenoten svetovni trg, a sestoji iz več držav in kultur. Delovna sila je sicer deljena med posameznimi geografsko razločno definiranimi regijami, ki nosijo hierarhično razdeljene delovne funkcije. Po tem so vodilne, »jedrne« dežele usmerjene v visoko kvalificirano intenzivno sekundarno proizvodnjo, to pa podpira močan vojaški aparat. Za dežele v jedru so značilni produkcijski presežki. Nasprotno so periferne dežele usmerjene v pridobivanje surovin in nizko kvalificirano primarno proizvodnjo, državni aparati pa so šibki in neposredno odvisni od dežel jedra. Semiperiferne dežele s svojimi nekoliko stabilnejšimi državnimi aparati in gospodarstvi se navadno nahajajo ob jedru.
V prvih stoletjih razvoja svetovnega sistema so jedro sestavljale dežele severo-zahodne Evrope, sredozemska evropska področja so predstavljala semiperiferijo, na periferiji pa so bili vzhodna Evropa, zahodna hemisfera in posamezni deli Azije. Do konca dvajsetega stoletja se je položaj spremenil tako, da so jedro tvorile visoko industrializirane dežele zahodne Evrope in Amerike skupaj z Japonsko, na semiperiferiji je bilo najti nekatere samostojne dežele izven Zahoda, periferni sistem pa je zajel ves preostali svet: Azijo, Afriko in latinsko Ameriko - pred kratkim osvobojene kolonije, ki to niso. Položaj je tak še danes.

#### Načela delovanja
- Čvrste države jedra, ki so vojaško močne in neodvisne od kakršne koli skupine v sebi, služijo interesom gospodarsko močnih razredov v državi, blažijo morebitne ekonomske izgube in pomagajo vzdrževati odvisnost perifernih dežel.
- Semiperiferna območja so nepogrešljiv element strukture, saj ublažijo politične pritiske, ki bi jih opozicijska telesa s perifernih območij morebiti vršila nad vodilnimi v globalnem sistemu.
- Ideologija določa pravila, ki jih spoštujejo vladajoče kaste: verjeti morajo v »mit« sistema in imeti zavest, da je njihov dobrobit neposredno vezan na obstoj sistema kot takega. Za nižje sloje naj ne bi bilo značilno, da čutijo posebno lojalnost sistemu; mehanizmi sistema slednjega čim globlje vključijo v narodne kulture, začenši v deželah jedra. Sama ideologija sistema pa se ni razvila vzporedno z razmahom tega, pač pa med in po industrijski revoluciji v zahodni Evropi.
- Različne oblike delovne sile ustrezajo potrebam različnih tipov proizvodnje v treh osnovnih območjih (jedro, semiperiferija, periferija). Iz zgodovine gre izpostaviti plačano delovno silo, fevdalne najemnike in suženjsko silo. Različni delovni sektorji so temelji eden za drugega: tisti, ki ustvarjajo človeško silo, podpirajo tiste, ki producirajo hrano, ti ustvarjajo pogoje za tiste, ki skrbijo za pridobivanje preostalih surovin, na tem pa lahko stojijo tisti iz industrijske produkcije.

#### Razvoj sistema - spremembe
- Ekspanzija na osnovi strukturnih prednosti sistema in premoči Evrope. Med letoma 1733 in 1817 je evropsko gospodarstvo začelo vključevati obsežna območja v učinkovito produkcijo - indijski podkontinent, turški in ruski imperij ter zahodna Afrika. Sistem je postal geografsko globalen šele v drugi polovici devetnajstega stoletja, medtem ko so bile oddaljene regije in kotički učinkovito integrirani v drugi polovici preteklega stoletja.
- Periodične krize, ki sledijo reformam in odpiranjem novih trgov. Zmanjšane vrednosti izdelkov in izguba povpraševanja na določenem trgu povzročijo recesijo in gospodarski zastoj. Rast in recesija potekata v več desetletnih vzponih in padcih.
- Menjave dominantnosti med silami, ki jih porajajo zmaga v napredku, krhkost monopola ali zmaga v vojni. Nizozemska je bila hegemon v sedemnajstem stoletju, Velika Britanija v devetnajstem, od sredine dvajsetega stoletja pa to mesto zasedajo Združene države. Med obdobji popolne prevlade stoji obdobje boja za oblast.
- Odpor protisistemskih gibanj, ki lahko vodi do spremembe režima, ideoloških premikov in prakticiranja delnih alternativ sistemu. V zadnjih dveh stoletjih je največjo protisistemsko silo predstavljal socializem. Ta je jedrne dežele prisilil k delni ponovni porazdelitvi dobrin in bil dejaven pri formaciji dežel, ki so stale nasproti kapitalistični svetovni ekonomiji.
- Prehod iz enega sistema v drugega, do česar pripeljejo protislovja, ki jih kolesje sistema ni zmožno prebaviti. Kapitalistična svetovna ureditev je anahronistična konfiguracija in kot taka obsojena na zaton ter kal novega sistema. Vedno bolj intenzivne krize v popolnoma globaliziranem sistemu, ki je potemtakem manj zmožen usklajevati svoje potrebe s tradicionalnimi težnjami posameznih regij, vodijo v novi prehod.

#### Sedanjost
Vstopili smo v krizo tega sistema, v zgodovinsko tranzicijo. Temeljni dejavnik je recesija svetovne ekonomije, ki se bolj in bolj odseva v socialnih in drugih krizah. Strukturne omejitve procesa navidezne neskončne akumulacije dobrin, ki vodi svet, razvijajo zlom delovanja modela. Razvijajo kaotično stanje: »Novi red bo vzplaval nad kaos v naslednjih petdesetih letih.« (Wallerstein, 1998, 89-90) 

Hegemonija Združenih držav je v zatonu od sedemdesetih let minulega stoletja, s čimer se povečuje možnost boja za oblast v jedru. 

Stare protisistemske sile so po Wallersteinu izčrpane, a prav to se dogaja tudi z gospodarskim liberalizmom. Ker ne gre verjeti kroničnim deklariranim prednostim sistema za družbo, ta nima nikakršne trajne legitimnosti.

## Teorija svetovne kulture

### Povzetek
Globalizacija je združenje kultur sveta in porast zavesti o svetu kot celoti. V teoriji in praksi svet določa kot homogeno celoto. Tako vprašanja, kaj pomeni živeti in kako mora biti življenje urejeno, postanejo stvar globalnega razmišljanja. Vsled tega dobijo sila različne odgovore od raznolikih posameznikov in družbenih skupin, ki imajo popolnoma pisana razmerja do sistema družbe in množice vrednot (slednje so vsota vrednot vseh zajetih kultur). Po Rolandu Robertsonu soočenje njihovih različnih pogledov pomeni, da globalizacija povzroča »primerjalno interakcijo različnih oblik življenja.«
Globalna soodvisnost in zavest o svetu kot celoti se v sodobnosti predstavljata kot stvar kapitalistične sedanjosti. Pa vendar se je prodor evropskega modela začel že pred 17. stoletju. Trenutna sistemska oblika sveta pa največ dolguje »velikim« desetletjem ob koncu 19. stoletja z razvojem mednarodnih komunikacij, transportnih povezav in konflikti. Vse to je močno meje spontanega sklepanja odnosov - te so se razširile daleč čez nacionalne meje. V tem času so svojo obliko prevzele narodne države, individuum standardiziranega posameznika, svetovni sistem, družbe in ne nazadnje eno človeštvo. Ti elementi so bili relativizirani: narodne skupnosti in posamezniki večinoma svoj obstoj interpretirajo kot nepopoln del širše celote. V zadnjih desetletjih se počasi izgubljajo tudi tisti okvirji, ki so nacionalnim državam zagotavljali koristenje prednosti suverenosti in kulturne samostojnosti pod varovalom klasične doktrine nacionalizma. A globalna zavest ne sovpada z globalnim konsenzom - globalna vas ni tudi globalna družina (global village, global family).
Najkasneje ob koncu dvajsetega stoletja je globalizacija svetovni red spremenila v zapleten problem. Tako se mora dandanes vsak »odgovoren Zemljan« prilagajati načinu življenja v poenotenem svetu, kar je izzvalo tekmovalnost življenjskih pogledov. Za primer velja omeniti: nekateri si svet slikajo kot sintezo različnih kultur, izpostavljajočih vrline posameznosti, spet drugi pa težijo k razvoju ene vseobsegajoče organizacije, ki naj bi prestavljala interes celotnega človeštva. Raznoliki pogledi, ki se srečajo v takšnih razmerah, vodijo do kulturnega konflikta, v katerem imajo na primer versko obarvane smernice posebno vlogo, saj je za te značilno, da služijo kot orodje za legitimizacijo nekega pogleda na svet v množicah, celih narodih. Iz dejstva, da je svet globaliziran, sledi, da ponovno oživljajoči takšni in drugačni fundamentalni pogledi in ideologije inovativnih tradicionalistov lahko prevzamejo globalni vpliv. Globalizirani svet je tako integriran v celoto, a ne harmoničen, en prostor, a raznolik, konstrukt ene zavesti, ki si jo deli množica fragmentov.

### Analiza

#### Definicija
Teorija svetovne kulture je oznaka za posebno interpretacijo globalizacije, ki se osredotoča na proces, v katerem udeleženci pridobijo zavest o življenju v enotnem svetu - homogeni celoti. Z drugimi besedami, zagovarja stališče o pospešitvi razvoja konkretnih globalnih soodvisnih razmerij in zavesti globalne celote. Razvoj svetovne kulture štiri temeljne položaje globalnega človeka - narodne države, sistem družb, posameznike in človeštvo - vodi skozi procese homogene resocializacije, internacionalizacije, individualizacije in posplošenja zavesti o človeštvu. Ob nastanku svetovne kulture se pojavi »problem globalnosti« - problem zagotavljanja prostora za koeksistenco, saj je svet postal enoten prostor.

#### Osnovna lastnost
Kot proces, ki tako povezuje kot spodbuja zavest o povezanosti, globalizacija razpušča vsakršno avtonomijo udeleženih struktur v sodobnem svetovnem redu. V procesu relativizacije so vse udeležene enote omejene pri samostojnem samo-definiranju in prisiljene zavzeti pozicijo, ki jim jo določa globalna celota.

#### Izvor
Globalizacija je stvar preteklih petih stoletij. Vkup z modernizacijo so v poznem 15. stoletju začele rasti ideje o narodnih skupnostih, vrednosti posameznikovega individuuma in humanizmu, ki so svoje trdne oblike in posledice dobile do konca 19. stoletja. Po letu 1870 se je oblikovala množica značilnosti družbe, ki je za prihodnost napovedovala internacionalizacijo: odskočna faza je vsebovala globalni koncept nacionalne družbe, tematizacijo posameznikovih pravic in identitete, integracijo izven-evropskih kultur v mednarodne odnose in večjo formalizacijo idej o humanizmu. Na tej točki je globalizacija prav tako vodila v razvoj mnogih drugih mednarodnih standardov in povezav. Faza boja za hegemonijo se je začela v začetku dvajsetega stoletja, slednjega pa so šele v drugi polovici stoletja dobile Združene države Amerike.

#### Struktura
Analitično globalizacija obsega množico dinamičnih razmerij med štirimi temeljnimi enotami - družbami, mednarodnim sistemom, posamezniki in človeštvom. Empirično globalizacija povzroča »spajanje različnih oblik življenja.« (Robertson, 1992, 27) To se manifestira v interakciji med udeleženci, ki razpolagajo vsak s svojimi pogledi na svetovni red.

#### Načela delovanja
- Homogenizacija: vsaka enota v takšnem svetu prevzame obliko, ki ji jo določa okolica. Ker je okolica globalizirana, njeno obliko določajo svetovno sprejete norme. Tako na primer pravice državljana postanejo mednarodno določene, ko gre država skozi proces globalizacije. Homogenizacija družb kot del internacionalnega sistema je vidna tudi v ponovno oživljenih vprašanjih narodne identitete.
- Konkurenca: četudi globalizacija ne ustvarja ene kulture, v kateri bi vsi imeli enaka stališča in vrednote, ustvarja en sam prostor, v katerem vsi udeleženci svoje cilje dosegajo skozi izločanje nekonkurenčnega.
- Posamezne družbene skupine različno gledajo na posamezne ideje, procese glede na svoje stališčne vzorce in tradicionalne vrednote. Zato procesi poenotenja posegajo pri koreninah. Na drugi strani poteka strateška umetna heterogenizacija, na primer v marketinških modelih svetovnih gospodarstvenikov, ki si z umetno produkcijo lokalnih vrednot pod predpostavko, da je »drugačnost« moč prodati, ustvarjajo dobiček.

#### Razvoj sistema - spremembe
- Spontana dinamika globalizacije: teorija svetovne kulture obravnava proces kot stalno odvijajoč in brez določenega konca. Vse značilnosti svetovne kulture, omenjene v besedilu, so stvar neprestanega razvijanja - spreminjanja. Najpogostejši mehanizem je kulturni konflikt.
- Gibanja za deglobalizacijo/reglobalizacijo. Globalizacija izziva reakcijo - odpor, na primer islamski fundamentalizem. Medtem ko ta nasprotuje obliki globalizacije, ki producira svet enakih kultur oziroma ene kulture, zastopa svojo idejo globalizacije. Fundamentalisti skušajo po svoje definirati globalne dejavnike in operirati s (svetovnimi) vrednotami oziroma te razširiti po svetu.